# Phytometra heostrophis
Phytometra heostrophis là một loài bướm đêm trong họ Erebidae.